# Jane Clark
Pour les articles homonymes, voir Clark.
Jane Clark est une actrice, réalisatrice, scénariste et productrice américaine.

## Biographie
Après un début de carrière comme actrice, elle se dirige ensuite vers la réalisation cinématographique.

## Filmographie
| année     | titre                     | actrice           | réalisatrice | scénariste | productrice | notes           |
| --------- | ------------------------- | ----------------- | ------------ | ---------- | ----------- | --------------- |
| 1994      | Witchcraft VI             | la serveuse       |              |            |             | Long métrage    |
| 1995      | Galaxis                   | la femme violée   |              |            |             | Long métrage    |
| 1995      | Too Pure                  | Anna              |              |            |             | Long métrage    |
| 1998      | Three on a Match          | Lead              |              |            |             | Long métrage    |
| 1999      | Ally McBeal               | l'infirmière      |              |            |             | série télévisée |
| 1997-2000 | Chicago Hope              | l'infirmière      |              |            |             | série télévisée |
| 2000      | Naked with Loons          | Alex              |              |            |             | Long métrage    |
| 2001      | Trauco's Daughter         | Dona Paulina      |              |            |             | Long métrage    |
| 2003      | Dog Gone: A True Story    | Jane              | Oui          |            | Oui         | court métrage   |
| 2004      | A Host of Daffodils       |                   | Oui          | Oui        | Oui         | court métrage   |
| 2005      | Carrie's Choice           |                   | Oui          | Oui        | Oui         | court métrage   |
| 2007      | The Touch                 |                   | Oui          | Oui        | Oui         | court métrage   |
| 2007      | Grey's Anatomy            | l'infirmière      |              |            |             | série télévisée |
| 2007      | Private Practice          | l'infirmière      |              |            |             | série télévisée |
| 2009      | Mom                       | x                 | Oui          | Oui        | Oui         | court métrage   |
| 2009      | Beyond Words              |                   | Oui          | Oui        |             | court métrage   |
| 2010      | Elena Undone              | la mère de Peyton |              |            | Oui         | long métrage    |
| 2013      | Meth Head                 |                   | Oui          | Oui        | Oui         | long métrage    |
| 2013      | Want Me                   |                   |              |            | Oui         | court métrage   |
| 2014      | Crazy Bitches             |                   | Oui          | Oui        | Oui         | long métrage    |
| 2017      | Crazy Bitches/Get Crazier |                   | Oui          | Oui        | Oui         | long métrage    |
| 2017      | Don't Come Over: VR Short |                   | Oui          | Oui        | Oui         | court métrage   |